# Büßlingen
Büßlingen ist ein Stadtteil von Tengen im baden-württembergischen Landkreis Konstanz.
Er ist vor allem bekannt durch den Römischen Gutshof, dessen Grundmauern öffentlich zugänglich sind.

## Lage und Verkehrsanbindung
Büßlingen liegt südöstlich des Kernortes Tengen an der Landesstraße 188 sowie an den Kreisstraßen 6140 und 6141. Östlich verläuft die Bundesstraße 314. Durch den Ort fließt die Biber mit ihren Nebenflüssen Herdbach und Körbelbach. Die Staatsgrenze zur Schweiz verläuft unweit südlich.

## Geschichte
Am 1. Januar 1972 wurde Beuren am Ried nach Büßlingen eingemeindet. 
Am 1. Januar 1975 wurde Büßlingen (mit dem zuvor eingemeindeten Beuren am Ried) nach Tengen eingemeindet.